# Nowy Potok
Nowy Potok – potok, prawy dopływ Jaworowego Potoku. Cała jego zlewnia znajduje się w słowackich Tatrach Bielskich. Wypływa na wysokości około 1450 m, tuż powyżej górnej granicy lasu w górnej części Nowej Doliny. Kilkadziesiąt metrów niżej zasilany jest przez wybijające przy jego korycie Nowe Źródło. Spływa środkową i dolną częścią Doliny Nowej i w Podspadach na wysokości około 930 m uchodzi do głównego koryta Jaworowego Potoku. Następuje to po południowej stronie Drogi Wolności.
W najniższej swojej części na długości około 500 m Nowy Potok spływa szeroką i porośniętą lasem doliną. Na tym odcinku w jego korycie brak progów. Powyżej Polany pod Kiczorą potok spływa bardzo ciasnym Nowym Kanionem. Obydwie jego ściany są pionowe i mają wysokość do 50 m, na odcinku o długości kilkudziesięciu metrów górą stykają się z sobą, tak, że potok płynie skalnym tunelem. W najwęższym miejscu szerokość kanionu przy dnie potoku wynosi około 1 m. Na tym odcinku w korycie potoku znajduje się 10 progów o wysokości do 15 m. Występują na nich wodospady, gdyż wszystkie z wyjątkiem jednego są przewieszone. Na potoku występują także liczne baniory  i bystrza. Na krótkim odcinku od Bielskiej Ścieżki nad Reglami do ostatniego progu potok pokonuje tu różnicę wzniesień 150 m. Powyżej progów na długości około 1 km dno potoku jest wąskie i głęboko wcięte w skały, ale bez progów.